# Drevenik

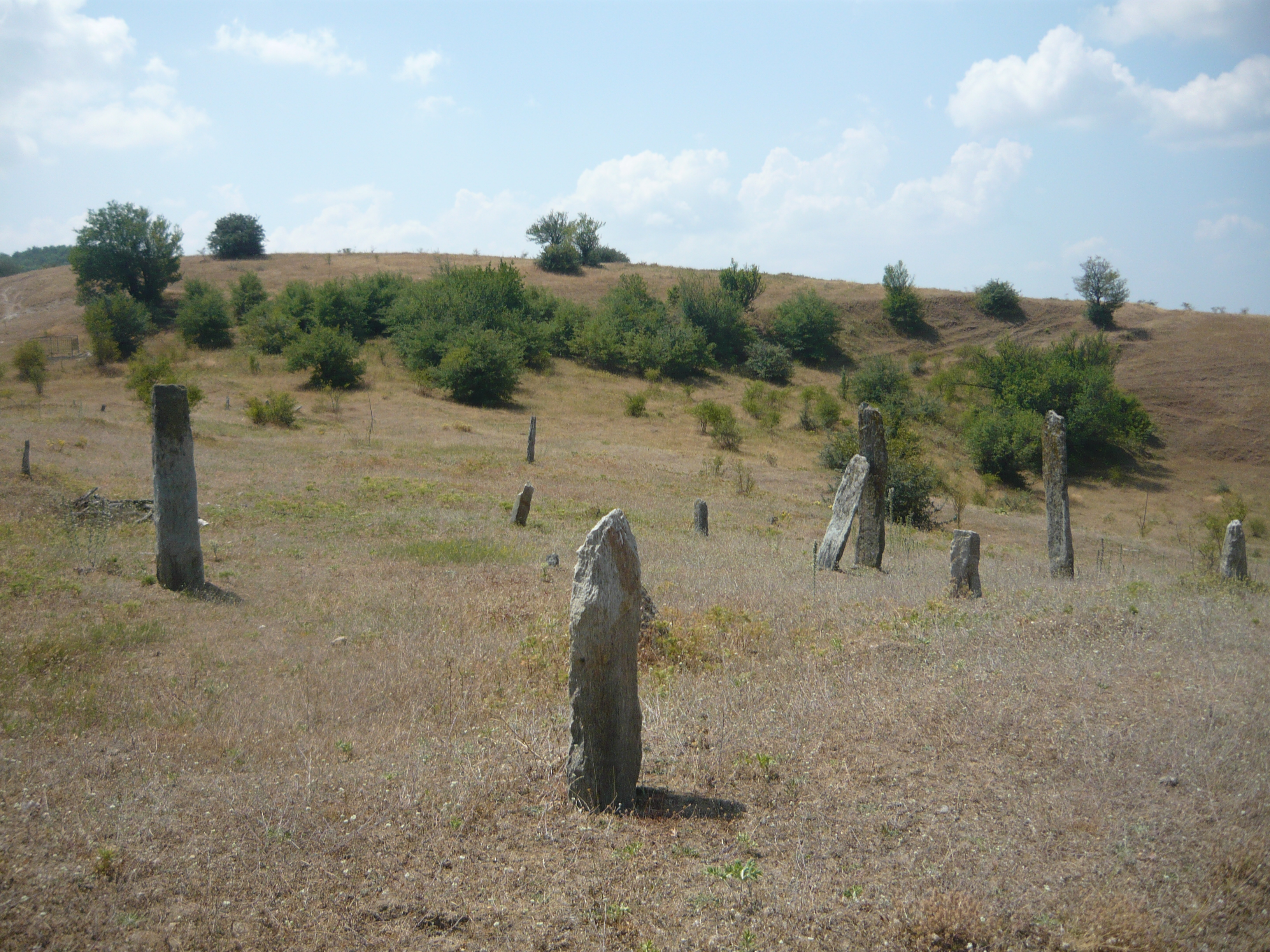

Drevenik (en macédonien Древеник) est un village du sud-est de la Macédoine du Nord, situé dans la municipalité de Bitola. Le village comptait 26 habitants en 2002.

## Démographie
Lors du recensement de 2002, le village comptait :
- Albanais : 26